# Xanthorhoe stupida
Xanthorhoe stupida är en fjärilsart som beskrevs av Alphéraky 1897. Xanthorhoe stupida ingår i släktet Xanthorhoe och familjen mätare. Inga underarter finns listade i Catalogue of Life.